# Werner Reinisch
Werner Reinisch (* 16. Dezember 1930 in Jokes bei Karlsbad, Tschechoslowakei) ist ein expressionistischer Maler und Schauspieler deutscher Nationalität.

## Wirken
Er verbrachte die ersten 15 Jahre in einer kleinen Stadt in Böhmen und auf dem Bauernhof seiner Großmutter. Das Kriegsende versetzt ihn erst nach Ost-, dann nach Westdeutschland. Nach den Schuljahren in Bad Mergentheim und Schwetzingen (Wohnort Brühl) schrieb er sich als Student auf der Staatlichen Akademie in Karlsruhe ein und wurde durch Erich Heckel von der Künstlergruppe Brücke geprägt.
Bevor er sich hauptberuflich der bildenden Kunst widmete, war Reinisch auch als Schauspieler tätig, so unter Benno Besson in Bertolt-Brecht-Stücken. Seine Filmauftritte beschränkten sich meist auf prägnante Kleinstrollen. Der ihn betreffende IMDb-Eintrag weist – vermutlich wegen einer Verwechslung mit einem gleichnamigen Filmschaffenden – falsche Geburts- und Sterbedaten auf. Der dunkelhaarige Reinisch war binnen weniger Jahre in einigen norddeutschen Filmen und Serien zu sehen, so als Matrose in der Edgar Wallace-Reihe. Mehrfach war er im Stahlnetz vertreten.
1962/63 übersiedelte Reinisch nach Frankreich, um dann 1969 in Tauriers im Département Ardèche im Süden Frankreichs wohnhaft zu werden, wo er bis heute lebt und wirkt. Seine Bildwerke sind – auch wenn sich der Künstler selbst einer Kategorisierung verweigert – in der informellen Kunst zu verorten, die in der Tradition des Expressionismus steht. Spontaneität, Emotionalität und ein Spiel mit figurativen Elementen bilden dabei den Kern seines kreativen Prozesses.
Reinisch ist Mitglied im Bundesverband Bildender Künstlerinnen und Künstler. Zu seinen Ehren wurde 2012 das Werner-Reinisch-Institut als gemeinnütziger Verein in München gegründet. Er wurde am 17. November 2017 im Goethe-Institut in Lyon mit dem französischen Orden Ritter der Ehrenlegion ausgezeichnet. Reinisch ist heute (Stand Januar 2021) der zurzeit älteste und am längsten aktive deutsche Maler Frankreichs.

## Ausstellungen (Auswahl)
- 1966 Aix-en-Provence, La Tartane
- 1967 Montpellier, Art et Decoration
- 1968 Montpellier, „Mai 68“
- 1974 Hagen, galerie oben
- 1974 Nuenen, Expositiecentrum
- 1974 Paris, Galerie »La beile Gabriele«
- 1975 Wetter, Stadtsaal
- 1976 Lüdenscheid, Altes Rathaus
- 1977 Witten, Märkisches Museum
- 1978 Amsterdam, Galerie Theo Ruiter
- 1978 Gronau, Kunstkreis
- 1979 Dortmund, Torhaus Rombergpark
- 1980 Hagen, Karl-Ernst-Osthaus-Museum
- 1980 Xanten, Galerie An de Marspoort
- 1981 Hagen, Galerie Marin
- 1984 Hockenheim, Rathaus
- 1985 Hagen, Sparkasse
- 1986 Wesel, Städtisches Museum
- 1988 Lyon, Palais Municipal
- 1989 Alès, Musée du Colanbier
- 1991 Karlsruhe, Oberfinanzdirektion
- 1992 Sparkasse Neckargemünd-Schönau
- 1993 Paris, Galerie »Les Oréades«
- 1996 Hagen, IHK
- 1998 Hagen, Technologie und Gründerzentrum
- 2002 Rhein-Neckar-Kreis, Gruppenausstellung
- 2003 Paris/Versailles, Galerie »Soleil Bleu«
- 2005 Paris/Versailles, Galerie »Soleil Bleu«
- 2005 München, Galerie Costa Ferreira
- 2006 München, Kulturzentrum Trudering
- 2007 München, Englischer Garten
- 2008 München, Forum am Deutschen Museum
- 2009 München, Bayerisches Verwaltungsgericht
- 2010 München, Sudetendeutsches Haus
- 2010 Schwetzingen, Palais Hirsch
- 2011 Brühl, Villa Meixner
- 2012 München, Werner-Reinisch-Institut
- 2013 Ardèche, Château de Vogüé
- 2014 Hagen, Sparkasse
- 2015 Baden-Baden, videnti dentalzentrum
- 2015 Schwetzingen, Schloss
- 2015 München, Künstlerhaus
- 2016 Nürnberg, Bayerisches Staatsministerium der Finanzen, für Landesentwicklung und Heimat
- 2017 Lyon, Goethe-Institut
- 2019 München, TrendSet Fine Arts
- 2019 München, Galerie Klaus Lea
- 2020 Ardèche, Château de Vogüé
- 2021 München, Sudetendeutsche Stiftung
- 2021 Mainz, Galerie Studio Bahr

## Institutionen
Seine Werke sind insbesondere bei folgenden Institutionen zu sehen bzw. vorhanden:
- Kupferstichkabinett Berlin
- Sudetendeutsche Stiftung München
- Städtisches Museum Bochum
- Gemeinde Brühl
- Kulturstiftung Rhein-Neckar-Kreis
- Musée du Colombier, Alès (Frankreich)
- Gemeinde Tauriers (Frankreich)
- Galerie MERCUR@RT, Mercuer
- Collège Marcel Pierrel, Marvejols
- Groupe d'art contemporain, Annonay
- IHK Hagen
- Sparkasse Hagen
- Stadt Heidelberg
- Münchner Künstlerhaus-Stiftung
- Montgelas-Gesellschaft zur Förderung der bayerisch-französischen Zusammenarbeit, München